# Delaware City
Delaware City is een plaats (city) in de Amerikaanse staat Delaware, en valt bestuurlijk gezien onder New Castle County.

## Demografie
Bij de volkstelling in 2000 werd het aantal inwoners vastgesteld op 1453. In 2006 is het aantal inwoners door het United States Census Bureau geschat op 1512, een stijging van 59 (4,1%).

## Geografie
Volgens het United States Census Bureau beslaat de plaats een oppervlakte van 3,5 km², waarvan 3,3 km² land en 0,2 km² water. Delaware City ligt op ongeveer 1 m boven zeeniveau.

## Plaatsen in de nabije omgeving
De onderstaande figuur toont nabijgelegen plaatsen in een straal van 16 km rond Delaware City.